# Rüdiger Hirche
Rüdiger Hirche (* 1945) ist ein deutscher Lehrer, Elektro-Ingenieur, Funkamateur, Buchautor und Weltumsegler.

## Leben
Hirche wuchs in Berlin-Lichterfelde auf. 1961 zog er nach Seeheim an der Bergstraße. Hirche studierte Elektrotechnik an der Technischen Hochschule Darmstadt und entschied sich 1974 für den Schuldienst mit den Fächern Mathematik und Physik. Er unterrichtete am Gymnasium im Schuldorf Bergstraße. Im Sommer 1987 lernt er mit seiner späteren Ehefrau Gaby Kinsberger, ebenfalls einer Lehrerin, auf Mallorca das Segeln. Im Sommer 1992 erwerben beide gemeinsam eine Alubat Ovni 30 Segelyacht, mit der sie ab Oktober 1993 eine Weltreise beginnen. Nach sechs Jahren auf der Barfußroute kehren sie im Juli 1999 zurück auf die Balearen. Über die Reise veröffentlichen beide gemeinsam ein Buch.

## Schriften
- mit Gaby Kinsberger: Vom Alltag in die Südsee, Delius Klasing, Bielefeld 2001, ISBN 978-3-7688-1308-2.
- mit Gaby Kinsberger: Blauwassersegeln heute: Planung – Ausrüstung – Praxis, Pietsch, Stuttgart 2004, ISBN	978-3-613-50456-1.
- Amateurfunk an Bord, Delius Klasing, Bielefeld 2006, ISBN 978-3-7688-1846-9.
- AIS in Theorie und Praxis: automatic identification system ; das Navigations- und Sicherheitssystem der Zukunft, Delius Klasing, Bielefeld 2009, ISBN 978-3-87412-183-5.